# پدرو آکوستا
پدرو آکوستا (اسپانیایی: Pedro Acosta‎؛ زادهٔ ۲۸ نوامبر ۱۹۵۹) بازیکن سابق و مربی فوتبال اهل ونزوئلا است.
از باشگاه‌هایی که در آن بازی کرده‌است می‌توان به باشگاه فوتبال کاراکاس اشاره کرد.
وی همچنین در تیم ملی فوتبال ونزوئلا بازی کرده‌است.